# 2019冠状病毒病重庆市疫情
2019冠状病毒病重庆市疫情，介绍2019冠状病毒病疫情中，在中华人民共和国重庆市发生的情况。
截至2022年11月11日，重庆市本地累计报告确诊病例2034例。累计死亡病例6例，累计治愈病例1323例。

## 时间轴

### 2020年1月下旬
2020年1月21日18时，重慶市累计报告新型冠状病毒感染的肺炎确诊病例5例，其中巫山县2例、万州区2例、长寿区1例，长寿12例疑似病例被隔离。所有病例均有武汉工作史或居住史。
1月22日，通報新增1例，累計6例。新增為墊江病例，有武漢工作或居住史。
1月23日，通报新增3例，新增重症病例1例。其中涪陵区、永川区为报告首例确诊病例。
1月24日，重庆市卫健委通报新增病例18例，新增重症3例，新增危重1例，其中大渡口区、九龙坡区、渝北区、开州区、忠县、云阳县、奉节县、巫溪县、秀山县、两江新区为报告首例确诊病例。
1月25日，重庆市卫健委通报新增病例30例，新增重症病例3例。合川区、璧山区、梁平区、城口县、丰都县、石柱县为报告首例确诊病例。新增确诊病例中，万州区7例、大渡口区1例、九龙坡区1例、长寿区2例、合川区2例、永川区1例、璧山区2例、开州区2例、梁平区1例、城口县1例、丰都县1例、忠县2例、云阳县1例、巫溪县1例、石柱县3例、两江新区2例；新增重症病例中，九龙坡区、长寿区、璧山区各1例。
1月26日，重庆市卫健委通报新增病例18例，新增重症病例1例，危重病例1例。江北区、大足区、铜梁区为报告首例确诊病例。新增确诊病例中，万州区3例、大渡口区2例、江北区2例、渝北区2例、大足区1例、铜梁区1例、忠县2例、云阳县2例、奉节县2例、巫溪县1例；新增重症病例为长寿区1例，新增危重病例为万州区1例。
1月27日，重庆市卫健委通报新增病例35例，新增重症病例4例，减少危重病例1例。新增确诊病例中，万州区1例、大渡口区2例、江北区1例、九龙坡区1例、渝北区1例、巴南区1例、长寿区1例、江津区2例、合川区1例、綦江区1例、璧山区1例、潼南区2例、开州区3例、丰都县2例、垫江县2例、忠县1例、云阳县4例、巫山县2例、巫溪县2例、两江新区4例（巴南区、江津区、潼南区、綦江区为首次报告）；新增重症病例中，万州区1例、大渡口区2例、江北区1例。
1月28日，重庆市卫健委通报新增病例22例，新增危重型病例2例。新增确诊病例中，万州区1例、黔江区1例（首次报告）、江北区1例、九龙坡区1例、南岸区1例（首次报告）、渝北区1例、长寿区1例、合川区1例、綦江区1例、铜梁区1例、开州区2例、垫江县1例、忠县3例、云阳县2例、石柱县3例、两江新区1例；新增危重型病例中，江北区1例、九龙坡区1例。
1月29日，重庆市卫健委通报新增病例15例，新增重型病例3例，重型病例转普通型病例1例，新增危重型病例1例。新增确诊病例中，万州区2例、渝中区1例（首次报告）、江北区1例、合川区1例、綦江区2例、璧山区1例、开州区2例、忠县2例、云阳县1例、奉节县1例、石柱县1例；新增重型病例中，渝北区1例、江津区1例、璧山区1例；重型病例转普通型病例1例，为永川区；新增危重型病例1例，为铜梁区。同日，重庆市首例确诊病例蒋某治愈出院。
1月30日，重庆市卫健委通报新增病例17例。新增确诊病例中，渝中区3例、江北区2例、渝北区1例、大足区2例、开州区1例、梁平区1例、垫江县3例、忠县1例、云阳县1例、巫溪县2例。
1月31日上午，重庆市卫健委通报新增病例24例，新增重型病例2例，重型病例转普通型病例2例。新增确诊病例中，万州区4例、黔江区1例、九龙坡区3例、南岸区1例、渝北区2例、长寿区1例、璧山区2例、荣昌区1例、开州区2例、云阳县2例、奉节县1例、巫山县1例、巫溪县2例、两江新区1例；新增重型病例中，丰都县1例、奉节县1例；重型病例转普通型病例中，万州区1例、永川区1例。同日下午通报新增确诊病例5例。新增确诊病例中，万州区1例、渝中区1例、长寿区1例、巫溪县1例、石柱县1例。

### 2020年2月上旬
2月1日上午，重庆市卫健委通报新增确诊病例27例，新增重型病例2例，新增危重型病例2例，新增死亡病例1例。新增确诊病例中，万州区4例、渝中区1例、江北区4例、沙坪坝区2例、九龙坡区1例、渝北区1例、长寿区1例、合川区2例、璧山区2例、荣昌区1例、丰都县1例、垫江县2例、云阳县2例、石柱县2例、两江新区1例；新增重型病例中，万州区1例、江津区1例；新增危重型病例中，开州区1例、忠县1例；新增死亡病例中，九龙坡区1例。同日下午通报新增确诊病例9例，新增出院病例2例。新增确诊病例中，万州区6例、丰都县1例、垫江县1例、云阳县1例。新增出院病例中，丰都县1例、秀山县1例。
2月2日上午，重庆市报告新型冠状病毒感染的肺炎新增确诊病例15例，新增重型病例6例。新增确诊病例中，渝中区2例、江北区1例、九龙坡区2例、南岸区1例、渝北区1例、铜梁区2例、奉节县3例、巫溪县1例、两江新区2例；新增重型病例中，江津区1例、开州区1例、梁平区1例、忠县2例、奉节县1例。同日下午通报新增确诊病例13例，新增出院病例4例。新增确诊病例中，万州区5例、长寿区1例、合川区1例、荣昌区1例、梁平区1例、垫江县1例、忠县3例；新增出院病例中，永川区1例、云阳县1例、巫山县2例。
2月3日上午，重庆市报告新型冠状病毒感染的肺炎新增确诊病例25例，减少重型病例3例，新增死亡病例1例。高新区为报告首例确诊病例。新增确诊病例中，万州区5例、涪陵区1例、江北区3例、九龙坡区2例、南岸区2例、巴南区1例、綦江区1例、大足区1例、铜梁区3例、潼南区1例、荣昌区1例、开州区1例、奉节县1例、巫山县1例、高新区1例；减少重型病例中，长寿区1例、江津区2例；新增死亡病例为万州区1例。同日下午共报告确诊病例12例，新增出院病例1例。新增确诊病例中，万州区1例、 南岸区1例、綦江区5例、潼南区1例、荣昌区1例、城口县1例、垫江县1例、两江新区1例；新增出院病例为垫江县1例。
2月4日上午，重庆市报告新型冠状病毒感染的肺炎新增确诊病例25例，新增出院病例1例。新增确诊病例中，万州区6例、渝中区4例、大渡口区1例、九龙坡区2例、巴南区1例、长寿区1例、大足区2例、荣昌区2例、开州区1例、丰都县1例、石柱县2例、彭水县2例（首次报告）；新增出院病例为巫山县1例。同日下午通报新增确诊病例7例，其中万州区4例、潼南区1例、荣昌区1例、高新区1例。
2月5日上午，重庆市报告新型冠状病毒感染的肺炎新增确诊病例22例，新增出院病例5例。新增确诊病例中，万州区5例、涪陵区1例、渝中区3例、九龙坡区4例、南岸区1例、綦江区2例、潼南区2例、垫江县2例、巫山县1例、两江新区1例。新增出院病例中，万州区1例、忠县1例、云阳县1例、奉节县1例、巫溪县1例。同日下午通报新增确诊病例10例。酉阳县为首次报告确诊病例。新增确诊病例中，万州区2例、江津区1例、合川区2例、奉节县2例、酉阳县1例、高新区2例。
2月6日上午，重庆市报告新型冠状病毒感染的肺炎新增确诊病例13例，新增重型病例9例，重型病例转普通型病例2例，重型病例转危重型病例2例，危重型病例转重型病例1例，新增出院病例1例。新增确诊病例中，万州区1例、渝中区1例、江北区2例、綦江区1例、潼南区3例、丰都县3例、垫江县1例、云阳县1例；新增重型病例中，万州区7例、忠县1例、两江新区1例；重型病例转普通型病例中，綦江区1例、两江新区1例；重型病例转危重型病例中，武隆区1例、奉节县1例；危重型病例转重型病例为铜梁区1例；新增出院病例为万州区1例。同日下午通报新增确诊病例11例。万盛经开区为报告首例确诊病例。新增确诊病例中，万州区2例、渝中区1例、合川区4例、梁平区1例、垫江县1例、奉节县1例、万盛经开区1例。
2月7日上午，重庆市报告新型冠状病毒感染的肺炎新增确诊病例11例，新增重型病例2例，重型病例转危重型病例5例，新增出院病例9例。新增确诊病例中，万州区3例、渝中区1例、江北区1例、綦江区1例、大足区1例、潼南区3例、忠县1例；新增重型病例中，忠县1例、奉节县1例；重型病例转危重型病例中，万州区2例、綦江区1例、云阳县1例、奉节县1例；新增出院病例中，大渡口区1例、渝北区2例、长寿区2例、开州区2例、城口县1例、云阳县1例。同日下午通报新增确诊病例4例，新增出院病例1例。新增确诊病例中，万州区1例、合川区1例、大足区1例、云阳县1例；新增出院病例为万州区1例。
2月8日上午，重庆市报告新型冠状病毒感染的肺炎新增确诊病例11例，新增重型病例5例，重型病例转普通型病例3例，新增危重型病例1例，新增出院病例6例。新增确诊病例中，万州区4例、江北区1例、綦江区1例、大足区1例、垫江县1例、奉节县1例、两江新区2例；新增重型病例中，万州区1例、江北区2例、九龙坡区1例、綦江区1例；重型病例转普通型病例中，万州区1例、江北区1例、垫江县1例；新增危重型病例为两江新区1例；新增出院病例中，万州区1例、江北区1例、江津区1例、合川区1例、云阳县2例。同日下午通报新增确诊病例2例，其中渝中区1例、奉节县1例。截至2月8日12时，重庆市累计报告新型冠状病毒感染的肺炎确诊病例428例；现有重型病例31例，危重型病例17例，死亡病例2例，出院病例31例。
2月9日上午，重庆市报告2019冠状病毒病新增确诊病例18例，新增重型病例4例，重型病例转普通型病例4例，重型病例转危重型病例3例，危重型病例转重型病例1例，新增危重型病例1例，新增出院病例8例。新增确诊病例中，万州区6例、江北区3例、长寿区3例、合川区1例、永川区2例、铜梁区1例、垫江县1例、巫溪县1例；新增重型病例中，万州区1例、合川区1例、潼南区1例、奉节县1例；重型病例转普通型病例中，璧山区1例、开州区1例、忠县1例、奉节县1例；重型病例转危重型病例中，江北区1例、九龙坡区1例、渝北区1例；危重型病例转重型病例为忠县1例；新增危重型病例为万州区1例；新增出院病例中，万州区1例、渝中区1例、九龙坡区1例、梁平区1例、忠县2例、云阳县2例。同日下午通报新增确诊病例4例，新增出院病例2例。新增确诊病例中，万州区1例、大足区1例、忠县2例；新增出院病例中，巴南区1例、长寿区1例。

### 2020年2月中下旬
2月10日上午，重庆市报告新增确诊病例18例，新增重型病例6例，重型病例转危重型病例1例，新增危重型病例1例，新增出院病例10例。新增确诊病例中，万州区12例、江北区1例、九龙坡区1例、渝北区1例、合川区1例、垫江县1例、巫山县1例；新增重型病例中，万州区1例、江北区1例、长寿区1例、合川区1例、大足区2例；重型病例转危重型病例为万州区1例；新增危重型病例为渝中区1例；新增出院病例中，万州区3例、合川区1例、开州区3例、云阳县2例、巫溪县1例。同日下午通报新增确诊病例5例，新增出院病例9例。新增确诊病例中，万州区1例、巴南区2例、大足区2例；新增出院病例中，万州区3例、璧山区1例、开州区1例、忠县1例、云阳县1例、石柱县2例。截至2月10日12时，重庆市累计报告确诊病例473例；现有重型病例34例，危重型病例22例，死亡病例2例，出院病例60例。确诊病例中，万州区98例、黔江区2例、涪陵区3例、渝中区20例、大渡口区7例、江北区24例、沙坪坝区2例、九龙坡区20例、南岸区8例、渝北区13例、巴南区5例、长寿区15例、江津区4例、合川区18例、永川区5例、綦江区15例、大足区13例、璧山区8例、铜梁区8例、潼南区13例、荣昌区8例、开州区18例、梁平区4例、武隆区1例、城口县2例、丰都县9例、垫江县20例、忠县18例、云阳县20例、奉节县14例、巫山县9例、巫溪县12例、石柱县12例、秀山县1例、酉阳县1例、彭水县2例、两江新区16例、高新区4例、万盛经开区1例；现有重型病例中，万州区12例、江北区3例、长寿区2例、合川区2例、綦江区1例、大足区2例、铜梁区2例、潼南区1例、开州区1例、丰都县1例、忠县3例、奉节县3例、两江新区1例；现有危重型病例中，万州区6例、渝中区1例、江北区3例、九龙坡区2例、南岸区1例、渝北区1例、綦江区1例、开州区1例、武隆区1例、丰都县1例、云阳县1例、奉节县2例、两江新区1例；死亡病例中，万州区1例、九龙坡区1例；出院病例中，万州区11例、渝中区1例、大渡口区1例、江北区1例、九龙坡区1例、渝北区2例、巴南区1例、长寿区3例、江津区1例、合川区1例、永川区1例、璧山区1例、开州区6例、梁平区1例、城口县1例、丰都县1例、垫江县1例、忠县4例、云阳县10例、奉节县1例、巫山县4例、巫溪县2例、石柱县2例、秀山县1例。

### 2020年3月
截至3月6日24时，重庆市累计报告确诊病例576例，累计治愈出院病例520例，累计死亡病例6例。
3月15日上午11点，重庆市最后一例2019冠状病毒病确诊患者从重庆市公共卫生医疗救治中心治愈出院。至此，重庆市本地确诊的2019冠状病毒病在院确诊患者实现清零。
3月22日，重庆市新增1例境外输入性2019冠状病毒病病例。患者为中国重庆籍，在西班牙留学，3月18日从西班牙巴塞罗那经莫斯科转机到达北京，3月19日从北京乘坐航班于当晚到达重庆，随即被送至指定地点接受集中隔离医学观察。3月22日被确诊为2019冠状病毒病病例。

### 2020年10月
10月15日，重庆市报告新增境外输入新冠肺炎确诊病例1例（为尼泊尔输入）；截至10月15日24时，重庆市累计治愈出院病例8例，累计报告境外输入确诊病例10例。
10月19日，重庆市新增1例境外输入性新冠肺炎确诊病例。
10月22日，重庆市新增2例境外输入性新冠肺炎确诊病例。

### 2020年11月
11月18日，重庆市新增1例境外输入性新冠肺炎确诊病例。
11月28日，重慶高新區接到企業報告，称西永微電園SK海力士半導體（重慶）公司的一名韓國籍員工，回韓後檢出新冠病毒核酸陽性，初判為無症狀感染者。该員工2月1日從韓國仁川直飛重慶，11月27日凌晨搭航班直飛韓國仁川機場，期間都住在重慶富力假日酒店。其后，SK海力士公司已暫時停工停產，實行全封閉管理，廠區內人員就地隔離。重慶富力假日酒店也暫停營業，嚴控人員進出。

### 2021年1月
1月15日，重庆市报告新增境外输入确诊病例1例（为尼泊尔输入）。

### 2021年4月
4月22日，重庆市新增2例境外输入性新冠肺炎确诊病例（均为印度输入）。
4月23日，重庆市新增1例境外输入性新冠肺炎确诊病例（印度输入）。
4月26日，重庆市新增1例境外输入性新冠肺炎确诊病例（尼泊尔输入）。
4月27日，重庆市新增1例境外输入性新冠肺炎确诊病例（尼泊尔输入）。

### 2021年5月
5月7日，重庆市新增1例境外输入性新冠肺炎确诊病例（尼泊尔输入）。
5月10日，重庆市报告新增境外输入新冠肺炎确诊病例1例（为尼泊尔输入）。

### 2021年7月
7月5日，重庆市新增3例境外输入性新冠肺炎确诊病例，均为阿富汗输入。
7月30日，重庆市江津区报告2例新冠肺炎确诊病例，为一对情侣。重庆市疾控中心副主任医师夏宇介绍，重庆市疾控中心已完成病毒样本的基因测序，经国家疾控中心确认，重庆2例确诊病例确认感染病毒为德尔塔。根据流调发现，两例确诊病例的传播源头与澳门确诊病例有关联。7月23日，江津区2例确诊病例曾前往秦始皇兵马俑博物馆参观，与同在该馆游览的澳门确诊病例区某某发生交集。区某某7月19日从珠海飞西安旅游，其所乘前序航班（南京飞珠海）已确诊2名广东病例，区某某存在航班上感染风险，区某某感染后传给其父母。

### 2021年8月
8月4日，重庆市报告新增本地无症状感染者1例（为奉节县报告）。

### 2021年10月
10月31日，重庆市报告新增境外输入新冠肺炎确诊病例1例（为乌兹别克斯坦输入）。

### 2021年11月
11月2日，九龙坡区报告1例新冠肺炎确诊病例。同日，长寿区报告1例新冠肺炎确诊病例，系九龙坡区报告病例李某的密切接触者。当日重庆市重庆市报告新增本地新冠肺炎确诊病例4例（九龙坡区、长寿区、巴南区、两江新区各1例）；报告新增本地无症状感染者2例（渝北区、长寿区各1例）。
11月3日，重庆市报告新增本地新冠肺炎确诊病例1例（为沙坪坝区报告）。當天，重庆宣佈所有上网服务营业场所、娱乐场所、剧院等演出场所以及所有室内景区景点立即暂停营业和开放。
11月4日，重庆市报告新增本土无症状感染者2例（沙坪坝区、两江新区各1例）。
11月7日，重庆市报告新增本土确诊病例1例（为长寿区报告）。
11月12日，重庆市报告新增本土无症状感染者1例（沙坪坝区报告）。

### 2021年12月
12月27日，重庆市报告新增境外输入确诊病例1例（新加坡）。

### 2022年1月
1月25日，重庆市报告新增境外输入确诊病例1例（伊拉克）。
1月28日，重庆市报告新增境外输入确诊病例1例（新加坡）。

### 2022年2月
2月18日0—24时，重庆市报告新增境外输入无症状感染者1例（香港）。
2月20日，重庆市报告新增境外输入确诊病例1例（香港）。
2月25日，重庆市报告新增境外输入确诊病例2例（香港）。
2月28日，重庆市报告新增境外输入确诊病例4例（香港）。

### 2022年3月
3月1日，重庆市报告新增境外输入确诊病例2例（新加坡）。
3月6日，重庆市报告新增境外输入确诊病例1例（新加坡）。
3月8日，渝北区在对隔离区闭环管理的高风险岗位工作人员例行检测中，发现1例新冠肺炎无症状感染者。
3月11日，重庆市报告新增境外输入确诊病例2例（新加坡、香港各1例）。当晚，重庆高新区在发热门诊就诊人员中，发现3名核酸检测结果异常人员，当晚20:00，其中1名经复核确认为阳性；23:30，另2名经复核确认为阳性。3月12日凌晨，经市、区专家组会诊，3人均诊断为新冠肺炎确诊病例（轻型）。
3月12日，重庆市报告新增本土确诊病例8例（高新区），报告新增本土无症状感染者1例（高新区）。
3月13日，重庆市报告新增本土确诊病例6例（高新区），报告新增本土无症状感染者1例（高新区）。
3月14日，重庆市报告新增本土确诊病例10例（高新区7例、巴南区1例、渝北区1例、永川区1例），报告新增本土无症状感染者2例（高新区）。
3月15日，重庆市报告新增本土确诊病例11例（含2例无症状感染者转为确诊病例），其中高新区9例（含2例无症状感染者转为确诊病例）、渝北区1例、永川区1例，报告新增本土无症状感染者3例（高新区1例、永川区2例））。
3月16日，江津区在重点人员常态化核酸检测中，发现1名新冠病毒核酸检测结果阳性人员，根据实验室检查结果、影像学特征和临床症状，经专家组会诊，诊断为新冠肺炎确诊病例（轻型）。当日重庆市报告新增本土确诊病例4例（高新区2例、巴南区1例、江津区1例），报告新增本土无症状感染者1例（高新区）。其中，3例确诊病例和1例无症状感染者在密接、次密接等管控人员中发现，1例确诊病例在重点人员常态化核酸检测中发现。
3月17日，重庆市报告新增本土确诊病例10例（高新区9例、巴南区1例），报告新增本土无症状感染者6例（高新区1例、永川区3例、巴南区1例、江津区1例）。
3月18日，重庆市报告新增本土确诊病例3例，其中高新区1例、巴南区1例、渝北区1例（当日由无症状感染者转为确诊病例）。
3月19日，重庆市报告新增本土确诊病例3例（高新区），报告新增本土无症状感染者4例（高新区2例、永川区2例），其中3例确诊病例和2例无症状感染者在管控的密接中发现，2例无症状感染者在重点人员核酸检测中发现。
3月20日，重庆市报告新增本土确诊病例1例（高新区），报告新增本土无症状感染者1例（高新区）。
3月21日，重庆市报告新增本土确诊病例2例（巴南区1例、永川区1例），报告新增本土无症状感染者1例（永川区），均在管控的密接中发现。
3月22日，重庆市报告新增本土确诊病例1例（高新区），在管控的密接中发现。
3月25日，重庆市报告新增本土确诊病例1例（永川区一无症状感染者转为确诊病例）。
3月26日，重庆市南岸区报告1例本土无症状感染者。初步调查显示，该人员于3月24日自上海市乘坐9C8995航班抵达重庆，3月25日到社区报备后被隔离管控。
3月29日，云阳县报告1例新冠肺炎确诊病例。该员3月27日从市外自驾出发，于3月28日返回云阳县，按当地社区要求进行核酸检测。3月29日诊断为确诊病例（普通型）。
3月30日，重庆市报告新增本土确诊病例2例，其中云阳县1例（由无症状感染者转为确诊病例）、南岸区1例（在重点管控人员核酸检测中发现）。
3月31日，重庆市报告新增本土无症状感染者2例（南岸区1例、两江新区1例），均在管控人员中发现。

### 2022年4月
4月1日，重庆市报告新增本土无症状感染者2例（南岸区1例、云阳县1例），均在管控的密接中发现。
4月2日，重庆市报告新增本土无症状感染者1例（江北区）。
4月3日，重庆市报告新增本土无症状感染者1例（南岸区），在管控的密接中发现。
4月4日，重庆市报告新增本土无症状感染者1例（渝中区），在管控的密接中发现。
4月5日，重庆市报告新增境外输入确诊病例1例（德国）。
4月8日，重庆市报告新增本土确诊病例1例（江北区），在管控人员中发现。
4月14日，重庆市报告新增本土确诊病例1例（大足区)，在管控的密接中发现。
4月26日，重庆市新增本土确诊病例1例（巫山县），在重点人员核酸检测中发现。
4月27日，重庆市新增本土确诊病例1例（彭水县），在管控人员中发现。
4月28日，重庆市新增本土确诊病例1例（彭水县），新增本土无症状感染者1例（彭水县），均在管控人员中发现。
4月30日，重庆市新增本土确诊病例1例（彭水县无症状感染者1转为确诊病例），新增本土无症状感染者1例（彭水县）。

### 2022年5月
5月2日，重庆市新增本土确诊病例1例（彭水县无症状感染者2转为确诊病例），新增本土无症状感染者1例（梁平区），在管控人员中发现。
5月5日，九龙坡区报告1例新冠肺炎确诊病例。该员4月30日在市外核酸检测结果为阴性，5月1日乘坐K15次列车从市外返回重庆。
5月6日，重庆市新增本土确诊病例1例（彭水县），在管控人员中发现。
5月7日，重庆市新增本土确诊病例2例（彭水县），新增本土无症状感染者1例（彭水县），均在隔离管控人员中发现。
5月9日，重庆市开州区报告1例本土无症状感染者。初步调查显示，该员于5月7日自市外自驾出发，5月8日抵达开州区后即被隔离管控。
5月10日，重庆市新增本土无症状感染者1例（江北区），在隔离管控人员中发现。
5月12日0—6时，重庆市新增2名确诊病例、1名无症状感染者，均为市外感染者的密切接触者。
5月13日0—24时，重庆市新增本土确诊病例2例，其中云阳县1例（在隔离管控人员中发现）、渝北区1例（无症状感染者转为确诊病例）。
5月14日，重庆市新增本土确诊病例1例（南岸区），新增本土无症状感染者2例（沙坪坝区），均在隔离管控人员中发现。
5月25日，重庆市新增境外输入确诊病例1例（新加坡）。
5月26日，重庆市新增境外输入确诊病例1例（德国一无症状感染者转为确诊病例）。
5月31日，重庆市新增境外输入确诊病例1例（德国）。

### 2022年6月
6月3日，重庆市新增境外输入确诊病例1例（德国）。
6月7日，重庆市新增境外输入确诊病例1例（德国）。
6月11日，九龙坡区在对隔离区闭环管理的高风险岗位工作人员例行检测中，发现1例新冠病毒无症状感染者。
6月12日，重庆市新增本土确诊病例2例（九龙坡区），新增本土无症状感染者1例（九龙坡区），均在隔离管控人员中发现。
6月13日，重庆市新增境外输入确诊病例1例（德国）。
6月14日，重庆市新增本土无症状感染者1例（九龙坡区），在隔离管控人员中发现。
6月15日，重庆市新增本土确诊病例1例（九龙坡区无症状感染者3转为确诊病例），新增境外输入确诊病例1例（新加坡）。
6月16日，重庆市新增境外输入确诊病例1例（德国）。
6月22日，重庆市新增境外输入确诊病例4例（新加坡、尼日利亚、海地、德国各1例）。
6月24日，重庆市新增境外输入确诊病例1例（德国）。
6月26日，重庆市新增境外输入确诊病例3例（意大利）。
6月28日，重庆市新增境外输入确诊病例3例（新加坡1例、德国1例、多米尼加1例）。
6月29日，重庆市新增境外输入确诊病例1例（赤道几内亚无症状感染者转为确诊病例）。
6月30日，重庆市新增境外输入确诊病例1例（英国）。

### 2022年7月
7月1日，重庆市新增境外输入确诊病例2例（西班牙1例，新加坡无症状感染者转确诊病例1例）。
7月2日，重庆市新增境外输入确诊病例4例（西班牙1例、塞内加尔1例、意大利2例）。
7月7日，重庆市新增境外输入确诊病例1例（西班牙）。截至7月7日24时，重庆市现有境外输入确诊病例18例（德国2例、新加坡2例、意大利6例、多米尼加1例、赤道几内亚1例、英国2例、西班牙3例、塞内加尔1例），现有境外输入无症状感染者13例（意大利6例、德国3例、巴基斯坦1例、英国2例、西班牙1例）。
7月8日，重庆市新增境外输入确诊病例2例（西班牙）。
7月9日，重庆市新增境外输入确诊病例3例（西班牙2例、意大利1例），新增境外输入无症状感染者2例（西班牙1例、意大利1例）。
7月11日，重庆市新增境外输入确诊病例1例（意大利），新增境外输入无症状感染者1例（意大利）。
7月12日，重庆市新增境外输入确诊病例1例（英国），新增境外输入无症状感染者2例（意大利1例、泰国1例）。
7月13日，重庆市新增本土确诊病例1例（江北区），在重点人员核酸检测中发现，该人员于7月13日凌晨乘坐D752列车（09车01F）抵达重庆；新增境外输入确诊病例2例（英国）。
7月14日，重庆市新增境外输入确诊病例3例（意大利1例、英国1例、西班牙1例），新增境外输入无症状感染者2例（德国1例、西班牙1例）。
7月15日，新增本土无症状感染者1例（江北区）。
7月16日，重庆市新增境外输入确诊病例3例（西班牙）。
7月18日，南岸区报告1例本土无症状感染者。该人员7月15日从市外自驾返渝抵达万盛经开区，7月15-17日在万盛经开区活动，7月17日下午从万盛经开区自驾返回南岸区家中。
7月19日，重庆市新增境外输入确诊病例1例（英国）。
7月20日，新增本土无症状感染者2例（南岸区1例、万盛经开区1例）。
7月21日，重庆市新增本土确诊病例5例，其中，江津区3例（在重点人员核酸检测中发现）、南岸区1例（无症状感染者转为确诊病例）、万盛经开区1例（无症状感染者转为确诊病例）；新增本土无症状感染者1例（江津区），在重点人员核酸检测中发现。
7月22日，江津区在风险管控区人员核酸筛查中发现2名阳性人员，均被诊断为新冠肺炎确诊病例（轻型）。当日重庆市新增本土确诊病例3例（江津区2例、万盛经开区1例），新增本土无症状感染者1例（万盛经开区），均在管控人员中发现。新增境外输入确诊病例2例（西班牙），新增境外输入无症状感染者1例（香港）。
7月23日，重庆市新增本土确诊病例3例，其中，江津区2例（在隔离管控人员中发现）、长寿区1例（在重点人员核酸检测中发现）；新增本土无症状感染者1例（江津区），在隔离管控人员中发现。
7月24日，重庆市新增本土无症状感染者1例（江津区），在重点人员核酸检测中发现。
7月25日，重庆市新增本土确诊病例2例（江津区），在隔离管控人员中发现；新增本土无症状感染者1例（江津区），在重点人员核酸检测中发现。新增境外输入确诊病例1例（香港）。
7月26日，重庆市新增本土确诊病例3例，其中，长寿区1例（在隔离管控人员中发现）、江津区2例（均为无症状感染者转为确诊病例）。
7月28日，重庆市新增境外输入确诊病例1例（新加坡）。

### 2022年8月
8月3日，重庆市新增本土确诊病例1例(合川区)，在隔离管控人员中发现；新增本土无症状感染者1例(合川区)，在重点人员核酸检测中发现。新增境外输入确诊病例2例(新加坡)。
8月4日，重庆市新增本土确诊病例3例（合川区2例、沙坪坝区1例），新增本土无症状感染者9例（合川区6例、沙坪坝区3例），均在隔离管控人员中发现。
8月5日，重庆市新增本土确诊病例3例，其中，合川区1例（无症状感染者转为确诊病例）、沙坪坝区2例（无症状感染者转为确诊病例1例、新增1例），均在隔离管控人员中发现；新增本土无症状感染者2例（合川区，1例在隔离管控人员中发现、1例在重点人员核酸检测中发现）。
8月6日，重庆市新增本土确诊病例5例（合川区2例、沙坪坝区1例、九龙坡区1例、南岸区1例），除南岸区确诊病例在重点人员核酸检测中发现以外，其余4例确诊病例均在隔离管控人员中发现；新增本土无症状感染者2例（九龙坡区），均在隔离管控人员中发现。新增境外输入确诊病例1例（新加坡），新增境外输入无症状感染者1例（新加坡）。
8月7日，重庆市新增本土确诊病例1例（九龙坡区），新增本土无症状感染者3例（九龙坡区1例、南岸区2例），均在隔离管控人员中发现。
8月8日，重庆市新增本土确诊病例2例（九龙坡区），新增本土无症状感染者2例（九龙坡区1例、合川区1例），均在隔离管控人员中发现。
8月9日，重庆市新增本土确诊病例1例(渝北区)，在重点人员核酸检测中发现；新增本土无症状感染者2例，其中，丰都县1例(在重点人员核酸检测中发现)、南岸区1例(在隔离管控人员中发现)。新增境外输入确诊病例1例(新加坡)，新增境外输入无症状感染者1例(新加坡)。
8月10日，重庆市新增本土确诊病例2例（九龙坡区1例、璧山区1例），均在重点人员核酸检测中发现；新增本土无症状感染者2例，其中，九龙坡区1例（在隔离管控人员中发现）、巫溪县1例（在重点人员核酸检测中发现）。
8月11日，重庆市新增本土确诊病例1例（沙坪坝区），在重点人员核酸检测中发现；新增本土无症状感染者1例（丰都县），在隔离管控人员中发现。
8月12日，重庆市新增本土确诊病例4例，其中，沙坪坝区1例（在隔离管控人员中发现）、九龙坡区1例（在重点人员核酸检测中发现）、璧山区1例（在隔离管控人员中发现）、巫溪县1例（无症状感染者转为确诊病例）；新增本土无症状感染者3例，其中，沙坪坝区2例（1例在隔离管控人员中发现、1例在重点人员核酸检测中发现）、九龙坡区1例（在隔离管控人员中发现）。
8月13日，重庆市新增本土确诊病例3例，其中，沙坪坝区1例（无症状感染者转为确诊病例） 、九龙坡区2例（在管控人员中发现） ；新增本土无症状感染者1例（九龙坡区，在管控人员中发现） 。
8月14日，重庆市新增本土确诊病例2例（九龙坡区），新增本土无症状感染者1例（沙坪坝区），均在隔离管控人员中发现。
8月15日，重庆市无新增本土确诊病例，新增本土无症状感染者1例（九龙坡区），在隔离管控人员中发现。
8月16日，重庆市新增本土无症状感染者3例，其中，渝北区1例（在隔离管控人员中发现）、沙坪坝区2例（1例在重点人员核酸检测中发现、1例在隔离管控人员中发现）。
8月17日，重庆市新增本土确诊病例1例（九龙坡区），新增本土无症状感染者3例（渝北区1例、沙坪坝区1例、九龙坡区1例），均在隔离管控人员中发现。
8月18日19点30分起，沙坪坝区东部城区范围实施临时管控措施。当日重庆市新增本土确诊病例7例，其中，沙坪坝区5例（1例在隔离管控人员中发现、2例在重点人员核酸检测中发现、1例在重点人员核酸检测中发现当日由无症状感染者转为确诊病例、1例由既往无症状感染者转为确诊病例）、开州区2例（在隔离管控人员中发现）；新增本土无症状感染者5例，其中，沙坪坝区1例（在重点人员核酸检测中发现）、南岸区3例（在隔离管控人员中发现）、北碚区1例（在重点人员核酸检测中发现）。新增境外输入确诊病例2例（老挝1例、新加坡1例），新增境外输入无症状感染者1例（老挝）。
8月19日，重庆市新增本土确诊病例5例（沙坪坝区），均在重点人员核酸检测中发现；新增本土无症状感染者13例，其中，沙坪坝区11例（3例在隔离管控人员中发现、8例在重点人员核酸检测中发现）、九龙坡区2例（在隔离管控人员中发现）；新增境外输入确诊病例2例（新加坡1例、香港1例）。
8月20日，重庆市新增本土确诊病例2例（沙坪坝区，1例在隔离管控人员中发现、1例在管控人员中发现；新增本土无症状感染者10例（沙坪坝区，6例在隔离管控人员中发现、4例在管控人员中发现）。
8月21日，重庆市新增本土确诊病例11例，其中沙坪坝区9例(1例在隔离管控人员中发现、7例在管控人员中发现、1例由无症状感染者转为确诊病例)、开州区1例(在重点人员核酸检测中发现)、江津区1例(在隔离管控人员中发现)；新增本土无症状感染者11例(沙坪坝区，8例在隔离管控人员中发现、3例在管控人员中发现)。
8月22日，重庆市新增本土确诊病例23例，其中，沙坪坝区18例(10例在隔离管控人员中发现、8例在管控人员中发现)、九龙坡区3例(2例在隔离管控人员中发现、1例在重点人员核酸检测中发现)、巴南区2例(在隔离管控人员中发现)；新增本土无症状感染者8例(沙坪坝区5例、九龙坡区1例、巴南区2例，均在隔离管控人员中发现)。新增境外输入确诊病例1例(老挝)。8月22日16:10起，重庆欢乐谷主题公园实施临时管控，暂停其经营活动，人员不进不出。8月21日14:30至22日16:10在欢乐谷主题公园（含玛雅海滩水公园）的游客及工作人员赋黄码，落实“三天三检”健康管理措施。
8月23日，重庆市新增本土确诊病例21例，其中，九龙坡区1例、巴南区4例、大渡口区1例、江津区1例、南岸区1例，均在隔离管控人员中发现；沙坪坝区13例，5例在隔离管控人员中发现、8例在管控人员中发现。新增本土无症状感染者19例，其中，九龙坡区3例、巴南区1例、南岸区2例、渝北区1例、渝中区1例，均在隔离管控人员中发现；长寿区1例，在重点人员核酸检测中发现；沙坪坝区10例，7例在隔离管控人员中发现、3例在管控人员中发现。新增境外输入确诊病例1例（老挝）。
8月24日起，重庆中心城区范围内市民健康码全部转“橙码”，在完成一次核酸采样后自动消窗。當天重庆市新增本土确诊病例27例，其中，九龙坡区4例、开州区1例，均在隔离管控人员中发现；长寿区2例，1例在隔离管控人员中发现、1例在管控人员中发现；沙坪坝区20例，13例在隔离管控人员中发现、7例在管控人员中发现。新增本土无症状感染者16例，其中，九龙坡区2例、北碚区1例、大渡口区2例，均在隔离管控人员中发现；长寿区2例，1例在隔离管控人员中发现、1例在管控人员中发现；巴南区1例，在管控人员中发现；沙坪坝区8例，5例在隔离管控人员中发现、2例在管控人员中发现、1例在重点人员核酸检测中发现。治愈出院本土确诊病例2例（沙坪坝区1例、九龙坡区1例）。新增境外输入无症状感染者1例（俄罗斯）。美国之音发文批评了重庆当局在烈日中组织全员核酸的行为。
8月25日，重庆市新增本土确诊病例8例，其中，巴南区1例、忠县1例，均在隔离管控人员中发现；九龙坡区1例，由无症状感染者转为确诊病例；北碚区2例，均在重点人员核酸检测中发现；沙坪坝区3例，2例在隔离管控人员中发现、1例由无症状感染者转为确诊病例。新增本土无症状感染者12例，其中，长寿区4例、大渡口区1例，均在隔离管控人员中发现；北碚区1例、九龙坡区1例，均在管控人员中发现；沙坪坝区5例，4例在隔离管控人员中发现、1例在管控人员中发现。
8月26日，重庆市新增本土确诊病例12例，其中，沙坪坝区4例，均在隔离管控人员中发现；北碚区1例，在管控人员中发现；璧山区1例，在重点人员核酸检测中发现；巴南区2例，1例在隔离管控人员中发现、1例在管控人员中发现；九龙坡区4例，3例在隔离管控人员中发现、1例由无症状感染者转为确诊病例。新增本土无症状感染者21例，其中，璧山区3例、长寿区2例、渝中区1例，均在隔离管控人员中发现；北碚区3例，均在管控人员中发现；沙坪坝区10例，9例在隔离管控人员中发现、1例在管控人员中发现；九龙坡区2例，1例在隔离管控人员中发现、1例在管控人员中发现。
8月27日，重庆市新增本土确诊病例12例，其中，开州区1例、南岸区1例、长寿区1例，均在隔离管控人员中发现；渝中区1例，由无症状感染者转为确诊病例；北碚区2例，1例在隔离管控人员中发现、1例在管控人员中发现；璧山区2例，1例在隔离管控人员中发现、1例由无症状感染者转为确诊病例；沙坪坝区4例，2例在隔离管控人员中发现、1例在管控人员中发现、1例由无症状感染者转为确诊病例。新增本土无症状感染者7例，其中，沙坪坝区1例、垫江县1例，均在隔离管控人员中发现；九龙坡区3例、长寿区1例，均在管控人员中发现；彭水县1例，在重点人员核酸检测中发现。新增境外输入确诊病例1例（西班牙），新增境外输入无症状感染者1例（香港）。
8月28日，重庆市新增本土确诊病例10例，其中，璧山区1例、巴南区1例、九龙坡区1例，均在隔离管控人员中发现；北碚区2例，1例在隔离管控人员中发现、1例在管控人员中发现；沙坪坝区5例，4例在隔离管控人员中发现、1例由无症状感染者转为确诊病例。新增本土无症状感染者18例，其中，沙坪坝区1例、九龙坡区2例、渝中区2例、璧山区1例、彭水县2例，均在隔离管控人员中发现；南岸区10例，9例在隔离管控人员中发现、1例在重点人员核酸检测中发现。
8月29日，重庆市新增本土确诊病例11例，其中，沙坪坝区1例、长寿区1例，均在隔离管控人员中发现；九龙坡区5例，4例在隔离管控人员中发现、1例在管控人员中发现；北碚区4例，3例在隔离管控人员中发现、1例在管控人员中发现。新增本土无症状感染者12例，其中，沙坪坝区2例、九龙坡区1例、北碚区1例、长寿区1例，均在隔离管控人员中发现；南岸区3例，均在管控人员中发现；渝中区4例，1例在隔离管控人员中发现、3例在管控人员中发现。
8月30日，重庆市新增本土确诊病例7例，其中，北碚区1例、九龙坡区1例，均在隔离管控人员中发现；璧山区1例、渝中区4例，均在管控人员中发现。新增本土无症状感染者5例，其中，彭水县1例，在隔离管控人员中发现；渝中区2例，在管控人员中发现；南岸区2例，1例在管控人员中发现、1例在重点人员核酸检测中发现。
8月31日，重庆市新增本土确诊病例8例，其中，北碚区1例，在隔离管控人员中发现；九龙坡区1例，在重点人员核酸检测中发现；南岸区2例，1例在隔离管控人员中发现、1例由无症状感染者转为确诊病例；渝中区4例，3例在隔离管控人员中发现、1例在管控人员中发现。新增本土无症状感染者8例，其中，北碚区3例、长寿区1例、彭水县1例，均在隔离管控人员中发现；渝中区3例，2例在隔离管控人员中发现、1例在管控人员中发现。

### 2022年9月
9月1日，重庆市新增本土确诊病例8例，其中，南岸区1例、北碚区1例，均在隔离管控人员中发现；渝中区6例，3例在隔离管控人员中发现、3例在管控人员中发现。新增本土无症状感染者2例（渝中区1例、南岸区1例），均在隔离管控人员中发现。
9月2日，重庆市新增本土确诊病例6例，其中，渝中区5例，均在隔离管控人员中发现；北碚区1例，由无症状感染者转为确诊病例。无新增本土无症状感染者。
9月3日，重庆市新增本土确诊病例1例，新增本土无症状感染者1例。。
9月5日，重庆市新增本土无症状感染者2例（渝中区），均在隔离管控人员中发现。
9月6日，重庆市新增本土确诊病例1例（巴南区），在隔离管控人员中发现。
9月8日，重庆市新增本土确诊病例1例（渝中区），由无症状感染者转为确诊病例。
9月9日，渝中区报告1例新冠肺炎确诊病例，该人员从市外重点地区乘坐私家车来渝，于9月7日抵达重庆，之后3次核酸检测结果均呈阴性。9月9日，其核酸检测结果呈阳性，诊断为新冠肺炎确诊病例（轻型）。当日重庆市新增本土确诊病例2例，其中，潼南区1例，在隔离管控人员中发现；渝中区1例，在重点人员核酸检测中发现。
9月10日，重庆市新增本土确诊病例2例（渝中区），均在重点人员核酸检测中发现。
9月11日，重庆市新增本土确诊病例1例（渝中区），新增本土无症状感染者1例（潼南区），均在隔离管控人员中发现。
9月12日，重庆市新增本土确诊病例1例（铜梁区），在隔离管控人员中发现。
9月13日，重庆市新增本土确诊病例1例（渝中区），由无症状感染者转为确诊病例；新增境外输入确诊病例1例（香港）。
9月14日，重庆市新增本土确诊病例2例，其中，九龙坡区1例，在隔离管控人员中发现；潼南区1例，在重点人员核酸检测中发现。
9月15日，重庆市新增本土确诊病例3例（铜梁区1例、九龙坡区1例、合川区1例），新增本土无症状感染者1例（潼南区），均在隔离管控人员中发现。
9月16日，重庆市新增本土确诊病例2例，其中，荣昌区1例，在隔离管控人员中发现；潼南区1例，在重点人员核酸检测中发现。新增本土无症状感染者2例（潼南区），均在隔离管控人员中发现。新增境外输入确诊病例1例（香港），新增境外输入无症状感染者2例（意大利1例、阿联酋1例）。
9月17日，重庆市新增本土无症状感染者2例（潼南区），均在隔离管控人员中发现。
9月18日，重庆市新增本土确诊病例1例（潼南区），由无症状感染者转为确诊病例；新增本土无症状感染者１例（沙坪坝区），在隔离管控人员中发现。新增境外输入确诊病例1例（意大利）。
9月19日，重庆市新增本土确诊病例1例（潼南区），在隔离管控人员中发现。
9月20日，重庆市新增境外输入确诊病例2例（香港）。
9月21日，重庆市新增本土无症状感染者5例（长寿区3例、大渡口区1例、丰都县1例）。
9月22日，重庆市新增本土无症状感染者1例（大渡口区），在隔离管控人员中发现。新增境外输入确诊病例1例（西班牙）。
9月23日，重庆市无新增本土确诊病例和无症状感染者。新增境外输入确诊病例1例（新加坡），新增境外输入无症状感染者1例（香港）。
9月24日，重庆市新增本土确诊病例1例（长寿区），新增本土无症状感染者1例（大渡口区），均在隔离管控人员中发现。
9月25日，重庆市新增本土确诊病例1例（北碚区），新增本土无症状感染者1例（江津区），均在重点人员核酸检测中发现。新增境外输入确诊病例1例（意大利）。
9月26日，重庆市新增本土确诊病例2例（大渡口区1例、江津区1例），均由无症状感染者转为确诊病例；新增本土无症状感染者1例（垫江县），在隔离管控人员中发现。
9月27日，重庆市新增本土确诊病例1例（北碚区），在隔离管控人员中发现；新增境外输入确诊病例2例（新加坡），新增境外输入无症状感染者1例（新加坡）。
9月29日，重庆市新增本土确诊病例1例（南岸区），在隔离管控人员中发现。
9月30日，重庆市新增本土确诊病例3例（涪陵区1例、巴南区1例、彭水县1例），均在隔离管控人员中发现。

### 2022年10月
10月1日，重庆市新增本土无症状感染者1例（江津区），在隔离管控人员中发现。
10月2日，重庆市新增本土确诊病例2例（万州区1例、涪陵区1例），均在隔离管控人员中发现。新增本土无症状感染者2例，其中，沙坪坝区1例，在重点人员核酸检测中发现；梁平区1例，在隔离管控人员中发现。新增境外输入确诊病例3例（意大利2例、香港1例），新增境外输入无症状感染者2例（意大利1例、西班牙1例）。
10月3日，重庆市新增本土确诊病例1例（彭水县），在隔离管控人员中发现。新增本土无症状感染者5例，其中，北碚区1例、合川区1例、大足区1例、丰都县1例，均在隔离管控人员中发现；秀山县1例，在重点人员核酸检测中发现。
10月4日，重庆市新增本土确诊病例10例（沙坪坝区3例、綦江区2例、南岸区1例、南川区1例、璧山区1例、荣昌区1例、彭水县1例），新增本土无症状感染者14例（渝北区5例、合川区3例、彭水县2例、渝中区1例、沙坪坝区1例、南岸区1例、巫山县1例），均在隔离管控人员中发现；新增境外输入确诊病例3例（泰国1例、新加坡2例），新增境外输入无症状感染者1例（老挝）。
10月5日，重庆市新增本土确诊病例13例，其中，沙坪坝区3例、万州区1例、九龙坡区1例、合川区1例、铜梁区1例，均在隔离管控人员中发现；巫山县6例，5例在隔离管控人员中发现，1例由无症状感染者转为确诊病例。新增本土无症状感染者24例，其中，秀山县5例、彭水县3例、南岸区2例、璧山区2例、丰都县2例、巫山县2例、渝北区1例、长寿区1例、合川区1例、潼南区1例，均在隔离管控人员中发现；垫江县4例，均在重点人员核酸检测中发现。
10月6日，重庆市新增本土确诊病例23例（巴南区3例、綦江区3例、秀山县3例、大足区2例、巫山县2例、万州区1例、沙坪坝区1例、江津区1例、永川区1例、南川区1例、铜梁区1例、梁平区1例、武隆区1例、垫江县1例、奉节县1例），新增本土无症状感染者26例（渝北区5例、巫山县4例、秀山县4例、合川区2例、梁平区2例、黔江区1例、沙坪坝区1例、南岸区1例、璧山区1例、荣昌区1例、城口县1例、丰都县1例、垫江县1例、彭水县1例），均在隔离管控人员中发现。新增境外输入确诊病例3例（新加坡2例、老挝1例），新增境外输入无症状感染者3例（新加坡2例、意大利1例）。
10月7日，重庆市新增本土确诊病例17例，其中，沙坪坝区2例、江津区2例、万州区1例、合川区1例、永川区1例、潼南区1例、垫江县1例、秀山县1例、酉阳县1例、彭水县1例，均在隔离管控人员中发现；云阳县1例，在重点人员核酸检测中发现；巫山县3例、梁平区1例，均由无症状感染者转为确诊病例。新增本土无症状感染者23例（荣昌区4例、垫江县4例、黔江区2例、渝中区2例、大渡口区2例、万州区1例、渝北区1例、合川区1例、永川区1例、梁平区1例、巫山县1例、巫溪县1例、秀山县1例、彭水县1例），均在隔离管控人员中发现。
10月8日，重庆市新增本土确诊病例19例，其中，江津区1例、合川区1例、永川区1例、南川区1例、开州区1例、云阳县1例、秀山县1例，均在隔离管控人员中发现；万州区1例、梁平区1例、城口县1例、巫溪县1例，均由无症状感染者转为确诊病例；渝北区3例，2例在重点人员核酸检测中发现、1例由无症状感染者转为确诊病例；巫山县3例，1例在隔离管控人员中发现、2例由无症状感染者转为确诊病例；沙坪坝区2例，1例在隔离管控人员中发现、1例在常态化核酸检测中发现。新增本土无症状感染者7例，其中，北碚区1例、合川区1例、铜梁区1例，均在隔离管控人员中发现；大渡口区1例，在重点人员核酸检测中发现；渝北区3例，1例在重点人员核酸检测中发现、2例在常态化核酸检测中发现。新增境外输入确诊病例4例（意大利3例、新加坡1例），新增境外输入无症状感染者1例（意大利）。
10月9日，重庆市新增本土确诊病例10例，其中，垫江县2例、九龙坡区1例、巴南区1例，均在隔离管控人员中发现；大渡口区1例，由无症状感染者转为确诊病例；沙坪坝区3例，均在区域核酸检测中发现；渝北区2例，1例在管控人员中发现、1例由无症状感染者转为确诊病例。新增本土无症状感染者17例，其中，大渡口区2例，均在隔离管控人员中发现；九龙坡区2例、渝中区1例、沙坪坝区1例、巴南区1例，均在区域核酸检测中发现；渝北区10例，7例在隔离管控人员中发现、2例在管控人员中发现、1例在区域核酸检测中发现。
10月10日，重庆市新增本土确诊病例26例，其中，江津区6例，均在隔离管控人员中发现；永川区4例，2例在隔离管控人员中发现、2例在重点人员核酸检测中发现；江北区1例、开州区1例，均在重点人员核酸检测中发现；九龙坡区1例，由无症状感染者转为确诊病例；巴南区2例，1例在隔离管控人员中发现、1例由无症状感染者转为确诊病例；秀山县2例，1例在隔离管控人员中发现、1例由无症状感染者转为确诊病例；渝北区9例，5例在隔离管控人员中发现、2例在重点人员核酸检测中发现、2例由无症状感染者转为确诊病例。新增本土无症状感染者24例，其中，永川区1例、奉节县1例，均在隔离管控人员中发现；江北区1例、北碚区1例，均在重点人员核酸检测中发现；沙坪坝区2例，1例在隔离管控人员中发现、1例在区域核酸检测中发现；渝北区18例，10例在隔离管控人员中发现、7例在重点人员核酸检测中发现、1例在区域核酸检测中发现。
10月11日，重庆市新增本土确诊病例17例，其中，九龙坡区3例、南岸区2例、合川区2例、永川区1例，均在隔离管控人员中发现；梁平区1例，在重点人员核酸检测中发现；江北区1例，在区域核酸检测中发现；巴南区2例，1例在隔离管控人员中发现、1例在重点人员核酸检测中发现；渝北区5例，2例在隔离管控人员中发现、1例在区域核酸检测中发现、2例由无症状感染者转为确诊病例。新增本土无症状感染者27例，其中，黔江区1例、江津区1例、垫江县1例，均在隔离管控人员中发现；永川区1例，在重点人员核酸检测中发现；沙坪坝区1例、南岸区1例，均在区域核酸检测中发现；巴南区3例，2例在隔离管控人员中发现、1例在区域核酸检测中发现；渝北区18例，16例在隔离管控人员中发现、1例在重点人员核酸检测中发现、1例在区域核酸检测中发现。
10月12日，重庆市新增本土确诊病例13例，其中，巴南区4例、南岸区2例、江北区1例、九龙坡区1例、永川区1例、潼南区1例，均在隔离管控人员中发现；渝中区1例，在区域核酸检测中发现；垫江县1例、奉节县1例，均由无症状感染者转为确诊病例。新增本土无症状感染者17例，其中，渝北区8例，7例在隔离管控人员中发现、1例在重点人员核酸检测中发现；永川区8例，5例在隔离管控人员中发现、3例在区域核酸检测中发现；沙坪坝区1例，在隔离管控人员中发现。新增境外输入确诊病例3例（新加坡），新增境外输入无症状感染者3例（新加坡2例、意大利1例）。
10月13日，重庆市新增本土确诊病例11例，其中，渝北区3例，1例在隔离管控人员中发现、2例由无症状感染者转为确诊病例；沙坪坝区2例，1例在管控人员中发现、1例在区域核酸检测中发现；南岸区1例、永川区1例、潼南区1例，均在隔离管控人员中发现；江北区1例，在区域核酸检测中发现；江津区1例、奉节县1例，均在重点人员核酸检测中发现。新增本土无症状感染者13例，其中，渝北区6例、沙坪坝区2例、南岸区2例、巴南区1例、江津区1例、永川区1例，均在隔离管控人员中发现。新增境外输入确诊病例2例（西班牙）。
10月14日，重庆市新增本土确诊病例10例，其中，沙坪坝区6例，5例在隔离管控人员中发现、1例在管控人员中发现；渝北区2例、巴南区2例，均在隔离管控人员中发现。新增本土无症状感染者19例，其中，渝北区10例，8例在隔离管控人员中发现、1例在管控人员中发现、1例在区域核酸检测中发现；沙坪坝区3例、巫溪县2例、巴南区1例，均在隔离管控人员中发现；永川区3例，2例在隔离管控人员中发现、1例在区域核酸检测中发现。
10月15日，重庆市新增本土确诊病例4例，其中，渝北区3例，1例在隔离管控人员中发现、1例在管控人员中发现、1例由无症状感染者转为确诊病例；永川区1例，在隔离管控人员中发现。新增本土无症状感染者8例，其中，渝北区4例，2例在隔离管控人员中发现、1例在管控人员中发现、1例在区域核酸检测中发现；永川区3例，2例在隔离管控人员中发现、1例在管控人员中发现；江津区1例，在区域核酸检测中发现。新增境外输入确诊病例3例（香港2例、西班牙1例），新增境外输入无症状感染者1例（香港）。
10月16日，重庆市新增本土确诊病例5例，其中，渝北区2例、沙坪坝区1例、潼南区1例，均在隔离管控人员中发现；巴南区1例，由无症状感染者转为确诊病例。新增本土无症状感染者10例，其中，渝北区5例，均在隔离管控人员中发现；江津区5例，1例在隔离管控人员中发现、4例在区域核酸检测中发现。治愈出院本土确诊病例11例（巴南区3例、綦江区2例、梁平区2例、万州区1例、南岸区1例、铜梁区1例、巫山县1例），解除本土无症状感染者医学观察3例（黔江区1例、南岸区1例、巫山县1例）。
10月17日，重庆市新增本土确诊病例2例，其中，渝北区1例，在隔离管控人员中发现；巴南区1例，在区域核酸检测中发现。新增本土无症状感染者8例，其中，江津区7例，3例在管控人员中发现、4例在扩面核酸检测中发现；渝北区1例，在隔离管控人员中发现。新增境外输入确诊病例1例（香港）。
10月18日，重庆市新增本土确诊病例1例（巴南区），由无症状感染者转为确诊病例。新增本土无症状感染者25例，其中，江津区19例，16例在隔离管控人员中发现、3例在管控人员中发现；南岸区3例，2例在隔离管控人员中发现、1例在区域核酸检测中发现；渝北区1例、巴南区1例、荣昌区1例，均在隔离管控人员中发现。
10月19日，重庆市新增本土确诊病例6例，其中，江津区5例，1例在隔离管控人员中发现、2例在管控人员中发现、2例由无症状感染者转为确诊病例；巴南区1例，在隔离管控人员中发现。新增本土无症状感染者19例，其中，江津区16例，12例在隔离管控人员中发现、4例在管控人员中发现；渝北区3例，均在隔离管控人员中发现。
10月20日，重庆市新增本土确诊病例4例，其中，巴南区1例、永川区1例，均由无症状感染者转为确诊病例；江津区1例，在隔离管控人员中发现；巫山县1例，在重点人员核酸检测中发现。新增本土无症状感染者5例，其中，江津区4例、南岸区1例，均在隔离管控人员中发现。
10月21日，重庆市新增本土确诊病例6例，其中，江津区4例、江北区1例、巴南区1例，均在隔离管控人员中发现；新增本土无症状感染者1例（渝北区），在隔离管控人员中发现。新增境外输入确诊病例1例（意大利），由无症状感染者转为确诊病例。
10月22日，重庆市新增本土确诊病例4例，其中，江北区2例，均在隔离管控人员中发现；南岸区2例，均由无症状感染者转为确诊病例。
10月23日，重庆市新增本土确诊病例3例，其中，永川区2例、巴南区1例，均在隔离管控人员中发现。
10月24日，重庆市新增本土确诊病例1例（永川区），在隔离管控人员中发现；新增本土无症状感染者12例（永川区），9例在隔离管控人员中发现、3例在管控人员中发现。
10月25日，重庆市新增本土确诊病例7例，其中，永川区6例，4例在隔离管控人员中发现、2例在管控人员中发现；巴南区1例，在隔离管控人员中发现。新增本土无症状感染者12例（永川区），11例在管控人员中发现、1例在隔离管控人员中发现。。
10月26日，重庆市新增本土确诊病例13例（永川区），11例在隔离管控人员中发现、2例在管控人员中发现。新增本土无症状感染者22例，其中，永川区20例，19例在管控人员中发现、1例在隔离管控人员中发现；江津区1例、璧山区1例，均在重点人员核酸检测中发现。
10月27日，重庆市新增本土确诊病例6例（永川区），均在隔离管控人员中发现。新增本土无症状感染者23例，其中，永川区19例，14例在管控人员中发现、5例在隔离管控人员中发现；南岸区1例、巴南区1例，均在隔离管控人员中发现；渝北区1例、梁平区1例，均在重点人员核酸检测中发现。
10月28日，重庆市新增本土确诊病例19例，其中，永川区18例，17例在隔离管控人员中发现、1例由无症状感染者转为确诊病例；江津区1例，由无症状感染者转为确诊病例。新增本土无症状感染者21例（永川区），16例在隔离管控人员中发现、5例在管控人员中发现。
10月29日，重庆市新增本土确诊病例11例，其中，永川区10例，8例在隔离管控人员中发现、2例由无症状感染者转为确诊病例；江津区1例，在隔离管控人员中发现。新增本土无症状感染者12例（永川区），11例在隔离管控人员中发现、1例在管控人员中发现。
10月30日，重庆市新增本土确诊病例22例，其中，永川区18例，12在隔离管控人员中发现、6例由无症状感染者转为确诊病例；江津区2例，均由无症状感染者转为确诊病例；万州区1例，在管控人员中发现；合川区1例，在隔离管控人员中发现。新增本土无症状感染者15例，其中，永川区10例、江津区1例、璧山区1例，均在隔离管控人员中发现；大足区2例，1例在重点人员核酸检测中发现、1例在隔离管控人员中发现；万州区1例，在管控人员中发现。

### 2022年11月
11月8日起，重庆中心城区KTV、舞厅等密闭聚集性娱乐场所暂停营业。
11月8日，重庆市新增本土确诊病例157例（大足区46例、沙坪坝区42例、大渡口区7例、九龙坡区7例、南岸区7例、北碚区7例、渝北区5例、巴南区5例、合川区5例、垫江县5例、江北区4例、南川区4例、铜梁区4例、璧山区2例、长寿区2例、秀山县2例、万州区1例、巫山县1例、彭水县1例），其中，98例在隔离管控人员中发现、9例在管控人员中发现、6例在重点人员核酸检测中发现、30例在区域核酸检测中发现、12例在扩面核酸检测中发现、2例由无症状感染者转为确诊病例。
11月9日0时起，重庆高新区部分区域划定为中风险区。
11月9日0-20时，重庆市新增本土确诊病例109例（大足区30例，渝北区25例，沙坪坝区19例，垫江县8例，北碚区6例，铜梁区4例，九龙坡区3例，大渡口区、江北区、合川区、南川区、秀山县各2例，涪陵区、渝中区、巴南区、开州区各1例）；新增本土无症状感染者517例（九龙坡区143例，渝北区110例，沙坪坝区80例，大足区59例，合川区18例，江北区15例，铜梁区11例，大渡口区、巴南区各10例，北碚区、南川区各7例，万州区、渝中区各6例，永川区5例，南岸区、长寿区、垫江县、秀山县各4例，江津区3例，涪陵区、彭水县各2例，璧山区、荣昌区、梁平区、武隆区、云阳县、巫山县、酉阳县各1例）。截至11月8日24时，“11·01”沙坪坝疫情已累计报告1109例感染者，涉及到沙坪坝区、九龙坡区、南岸区、大足区、铜梁区等29个区县。重庆中心城区各区将实行一天一次的区域核酸检测，其他区县将根据疫情处置和防控工作需要，对特定区域开展相应频次的核酸筛查。中心城区各区人员非必要不离开中心城区范围，中心城区以外区县人员非必要暂不前往中心城区，确需离开中心城区范围的，按要求提前向目的地社区、单位报备，并持48小时内核酸检测阴性证明前往；前往市内其他区县的，按要求实行“落地检”“3天2检（两次检测时间间隔24小时以上）”，第二次检测结果出来前严格居家。
11月12日，重庆市新增本土确诊病例158例（垫江县40例、秀山县31例、沙坪坝区18例、渝北区15例、开州区9例、巴南区8例、彭水县7例、渝中区6例、江北区5例、九龙坡区4例、大渡口区2例、江津区2例、南川区2例、潼南区2例、涪陵区1例、合川区1例、永川区1例、铜梁区1例、武隆区1例、奉节县1例、巫山县1例），其中，95例在隔离管控人员中发现、12例在重点人员核酸检测中发现、19例在区域核酸检测中发现、29例在扩面核酸检测中发现、3例由无症状感染者转为确诊病例。新增本土无症状感染者1662例（渝北区466例、九龙坡区363例、江北区282例、沙坪坝区107例、垫江县80例、渝中区55例、南岸区54例、巴南区50例、大渡口区37例、万州区20例、大足区20例、江津区16例、铜梁区16例、合川区14例、綦江区12例、巫溪县12例、秀山县12例、璧山区10例、涪陵区8例、北碚区6例、永川区5例、长寿区3例、奉节县3例、南川区2例、潼南区2例、云阳县2例、彭水县2例、黔江区1例、开州区1例、酉阳县1例），其中，664例在隔离管控人员中发现、24例在管控人员中发现、96例在重点人员核酸检测中发现、798例在区域核酸检测中发现、80例在扩面核酸检测中发现。重庆市卫健委负责人表示，本轮疫情仍然处于快速上升期，呈现出多点多链并行、散发聚集并存的特点，从11月1日发现首例感染者，日新增破百仅用了4天时间，又用了6天时间日新增上千；从区域来看，从一个区扩散到中心城区11个区只用了5天时间，扩散到32个区县只用了7天时间，至今已经扩散至39个区县。由于奥密克戎变异株的传播代际时间短（根据病例的分析，最短的仅1天时间），隐匿传播十分广泛，并且时间长，通过商场、歌舞厅、餐厅、学校、家庭、广场等迅速传播，并通过上下班、休闲娱乐、商务活动等社会面流动引发了本轮规模性疫情。
11月13日，重庆轨道交通暂停运营的車站數量達17个。当晚重庆市召开新闻发布会。重庆市卫生健康委副主任李畔通报，重庆中心城区新增感染者社会面发现占比仍然较高，近3天分别为58.86%、60.43%、62.65%，呈持续上升趋势；九龙坡区、大渡口区、南岸区、两江新区12日新增感染者社会面发现占比达75%左右，续发和社区传播扩散风险依然较高。同日，重庆市新型冠状病毒肺炎疫情防控指挥部综合办公室印发了《关于在中心城区全域协同防控中进一步做好社区服务保障有关工作的通知》，通知要求对孕产妇、急难危重病人及其陪护人员无条件放行，小区配备专车，主动做好服务，对因紧急突发情况确需外出的人员要及时放行。
11月16日，重庆當局表示已腾空多所后备医院收治新冠患者，三所方舱医院已启用。
11月18日，重庆市新增本土确诊病例145例（渝北区18例、渝中区13例、南岸区12例、九龙坡区11例、开州区10例、大渡口区9例、巴南区9例、梁平区8例、涪陵区7例、沙坪坝区6例、巫溪县6例、合川区5例、永川区5例、万州区4例、江津区3例、云阳县3例、秀山县3例、江北区2例、奉节县2例、酉阳县2例、北碚区1例、长寿区1例、铜梁区1例、荣昌区1例、武隆区1例、垫江县1例、巫山县1例），其中，70例在隔离管控人员中发现、9例在重点人员核酸检测中发现、23例在区域核酸检测中发现、12例在扩面核酸检测中发现、31例由无症状感染者转为确诊病例。新增本土无症状感染者4599例（渝北区1203例、九龙坡区937例、江北区637例、渝中区375例、沙坪坝区268例、北碚区179例、秀山县153例、垫江县130例、南岸区112例、梁平区81例、巫溪县69例、万州区68例、大渡口区59例、合川区56例、巴南区45例、云阳县40例、涪陵区39例、江津区35例、綦江区29例、开州区29例、荣昌区14例、璧山区10例、酉阳县6例、铜梁区5例、大足区4例、潼南区4例、长寿区3例、巫山县3例、永川区2例、万盛经开区2例、黔江区1例、奉节县1例），其中，3660例在隔离管控人员中发现、130例在重点人员核酸检测中发现、651例在区域核酸检测中发现、158例在扩面核酸检测中发现。
11月19日，重庆市新增本土确诊病例183例（渝北区35例、涪陵区24例、梁平区18例、南岸区13例、巴南区13例、巫溪县11例、渝中区9例、荣昌区9例、江北区6例、万州区5例、沙坪坝区5例、北碚区4例、开州区4例、大渡口区3例、永川区3例、綦江区3例、九龙坡区2例、长寿区2例、江津区2例、武隆区2例、巫山县2例、璧山区1例、铜梁区1例、潼南区1例、垫江县1例、云阳县1例、石柱县1例、酉阳县1例、彭水县1例），其中，99例在隔离管控人员中发现、9例在重点人员核酸检测中发现、18例在区域核酸检测中发现、30例在扩面核酸检测中发现、27例由无症状感染者转为确诊病例。新增本土无症状感染者4527例（渝北区901例、九龙坡区849例、江北区780例、渝中区594例、沙坪坝区219例、垫江县199例、梁平区193例、秀山县177例、巴南区109例、大渡口区75例、涪陵区63例、北碚区59例、巫溪县40例、开州区37例、江津区32例、云阳县30例、万州区27例、合川区27例、南岸区25例、綦江区25例、璧山区20例、酉阳县12例、潼南区8例、长寿区6例、永川区5例、石柱县4例、彭水县4例、荣昌区3例、铜梁区2例、忠县1例、万盛经开区1例），其中，3718例在隔离管控人员中发现、170例在重点人员核酸检测中发现、376例在区域核酸检测中发现、263例在扩面核酸检测中发现。
11月20日0—24时，重庆市新增本土确诊病例231例（渝北区43例、南岸区27例、涪陵区20例、大渡口区20例、巴南区13例、九龙坡区12例、渝中区10例、北碚区10例、沙坪坝区9例、江北区8例、荣昌区8例、万州区6例、开州区6例、长寿区4例、綦江区4例、巫山县4例、合川区3例、彭水县3例、江津区2例、永川区2例、铜梁区2例、潼南区2例、梁平区2例、忠县2例、巫溪县2例、酉阳县2例、南川区1例、璧山区1例、武隆区1例、垫江县1例、云阳县1例），其中，135例在隔离管控人员中发现、13例在重点人员核酸检测中发现、13例在区域核酸检测中发现、14例在扩面核酸检测中发现、56例由无症状感染者转为确诊病例。新增本土无症状感染者5898例（渝北区1520例、九龙坡区1307例、江北区1036例、渝中区496例、沙坪坝区369例、梁平区184例、秀山县137例、大渡口区130例、垫江县124例、巴南区94例、巫溪县93例、北碚区77例、南岸区58例、万州区44例、涪陵区39例、江津区34例、开州区33例、合川区19例、云阳县16例、綦江区15例、璧山区10例、潼南区10例、忠县10例、荣昌区6例、大足区5例、铜梁区5例、巫山县5例、酉阳县5例、黔江区4例、永川区4例、长寿区3例、武隆区2例、万盛经开区2例、南川区1例、彭水县1例），其中，5132例在隔离管控人员中发现、65例在重点人员核酸检测中发现、504例在区域核酸检测中发现、197例在扩面核酸检测中发现。
11月21日，国务院副总理孙春兰赴重庆调研指导疫情防控工作。
11月22日0—24时，重庆市新增本土确诊病例215例（渝北区50例、垫江县32例、万州区25例、南岸区22例、巴南区17例、北碚区9例、荣昌区8例、渝中区5例、合川区5例、大渡口区4例、云阳县4例、奉节县4例、沙坪坝区3例、九龙坡区3例、璧山区3例、江津区2例、开州区2例、秀山县2例、彭水县2例、黔江区1例、涪陵区1例、江北区1例、长寿区1例、永川区1例、南川区1例、綦江区1例、铜梁区1例、武隆区1例、丰都县1例、巫山县1例、巫溪县1例、万盛经开区1例），其中，108例在隔离管控人员中发现、15例在重点人员核酸检测中发现、9例在区域核酸检测中发现、6例在扩面核酸检测中发现、77例由无症状感染者转为确诊病例。新增本土无症状感染者6728例（九龙坡区1291例、渝北区1065例、江北区989例、南岸区909例、渝中区726例、沙坪坝区472例、北碚区347例、大渡口区166例、梁平区161例、垫江县130例、巴南区96例、秀山县68例、云阳县39例、巫溪县38例、涪陵区35例、璧山区24例、万州区23例、忠县23例、江津区18例、开州区17例、綦江区16例、彭水县14例、合川区13例、黔江区9例、潼南区9例、长寿区5例、大足区5例、武隆区4例、铜梁区3例、永川区2例、南川区2例、奉节县2例、酉阳县2例、万盛经开区2例、丰都县1例、巫山县1例、石柱县1例），其中，6011例在隔离管控人员中发现、135例在重点人员核酸检测中发现、470例在区域核酸检测中发现、112例在扩面核酸检测中发现。
11月30日，重庆市政府副秘书长、市政府新闻发言人杨琳表示，重庆市疫情快速上升的势头目前得到了有效的遏制，疫情形势趋稳向好，疫情防控工作取得阶段性成效。中心城区和梁平区按照分区分类、由点及面、逐步放开的思路，由各区根据疫情发展的形势，以小区、社区为单位创建无疫小区、无疫社区，人员可在无疫小区、无疫社区内有序流动；以乡镇（街道）为单位，实行差别化的防控措施。其他区县在风险可控的前提下逐步实现常态化防控。

### 2022年12月
12月2日，重庆中心城区47条公交线路、9个轨道交通车站恢复运营。
12月3日，重庆市政府新闻办新闻发布处处长徐祖国表示，重庆各个区县组织安排合理设置常态化核酸检测点，市民群众愿检尽检。回家、回社区（除高风险区以外）以及乘坐公共交通无需出示核酸阴性证明。

## 争议
2022年11月12日，有网民反映九龙坡区石桥铺四季香山小区孕妇雷某，早上电话联系社区产检，之后被送至九龙坡区中医院后孕妇流产，质疑送医延误。九龙坡区委区政府责成区纪委监委、区卫生健康委开展调查。11月14日，九龙坡区公布调查报告，称社区对于居民外出就医按流程进行处置，网传120救护车进入小区受阻等情况不属实。但确实存在社区工作人员、物业公司与患者本人之间沟通不及时、不到位，社区车辆保障不及时，社区工作人员应变处置能力不足，没有急群众之所急等问题。九龙坡区委区政府责成有关方面给予当事人适当补偿，已获当事人谅解，并对有关干部立案调查，相关部门对物业公司进行详细调查，依纪依规对相关责任人严肃处理。
2022年11月上旬，重慶市多區爆出私自靜默7天，由於是小區自主封控沒有官方通知，當地市民自嘲是「市民自發靜默」。「重慶市民自發靜默7天」也成為熱門詞，但該詞條一度遭到微博封鎖。
2022年11月21日，沙坪坝区天星桥街道荔枝园小区2名居民单管核酸采样检测结果呈阳性。当晚，区疫情防控指挥部转运隔离组安排四川省巴中市支援沙区的负压救护车转运至区内定点方舱。该小区个别群众受网传核酸检测结果不可靠等网络谣言影响，坚持要求现场对2名阳性感染者实施抗原检测。其中现场1名群众提供自备的抗原检测试剂盒，自测结果为抗原阴性。同时，医务人员也现场进行再次单管核酸采样，样本送至区人民医院检测。11月22日早7时许，核酸检测结果显示仍为阳性。相关消息传出后，网民指出结果涉嫌造假。当晚沙坪坝区表示，“荔枝园核酸检测造假”系谣言。